# Haugesund Teater
Haugesund Teater est un théâtre norvégien situé dans la commune de Haugesund. Il a été créé en 1986 ;  c'est le théâtre régional du Nord-Rogaland. 
Le Théâtre d'Haugesund est subventionné par le gouvernement, la commune de Haugesund et le comté de Rogaland, en plus des recettes provenant de la billetterie.
Le théâtre n'a pas sa propre équipe de production. Mais, grâce à la collaboration entre différents partenaires et des productions conjointes avec les artistes, les producteurs et les institutions au niveau local, régional, national et international, le théâtre se produit régulièrement dans les festivals d'Haugesund mais également dans toute la région.
En 2001 le théâtre  a ouvert une école privée pour les enfants et les jeunes âgés de 5 à 18 ans qui a compté jusqu'à 140 élèves. Mais l'école a fermé en 2014.
Le premier directeur du théâtre fut Brit Lossius, qui a travaillé au théâtre de 1986 à 1993.
La directrice du théâtre de 2005 à 2014 était Birgit Amalie Nilssen.
Le directeur du théâtre de 2014 à 2019 était Erik Schoyen.
Depuis 2019, le poste est occupé par l'acteur et dramaturge Morten Joachim Henriksen.